# نلسون وایلس
نلسون وایلس (انگلیسی: Nelson Vails؛ زادهٔ ۱۳ اکتبر ۱۹۶۰) دوچرخه‌سوار اهل ایالات متحده آمریکا است.
وی در مسابقات کشوری و بین‌المللی در مجموع برندهٔ ۱ مدال طلا، ۱ مدال نقره شده‌است.